# Jakob Schneider (Ruderer)
Jakob Schneider (* 18. April 1994 in Ihringen) ist ein deutscher Ruderer. 2021 gewann er eine olympische Silbermedaille.

## Sportliche Karriere
Der 1,99 m große Schneider startet für den Ruderklub am Baldeneysee. Als Nachwuchsruderer nahm er im Jahr 2012 an den Junioren-Weltmeisterschaften teil und gewann eine Bronzemedaille im Vierer ohne Steuermann. 2014 errang er außerdem eine Silbermedaille bei den U23-Weltmeisterschaften.
In der offenen Altersklasse ruderte Schneider in der Saison 2015 bereits beim Ruder-Weltcup und bei den Weltmeisterschaften. Gemeinsam mit Clemens Ernsting und Steuermann Jonas Wiesen errang er dabei die WM-Silbermedaille im Zweier mit Steuermann. Ein Jahr später startete er nochmal bei den U23-Weltmeisterschaften 2016 im Achter und gewann die Bronzemedaille.
Beim Umbruch nach den Olympischen Spielen 2016 konnte er sich im Deutschland-Achter etablieren, mit dem Schneider die Goldmedaille bei den Europameisterschaften 2017 gewann und beim zweiten Ruder-Weltcup des gleichen Jahres in Posen eine neue Weltbestzeit im Männer-Achter aufstellte. Nach dem Sieg beim Weltcup-Finale in Luzern blieb der Deutschland-Achter auch beim Saisonabschluss ungeschlagen und gewann den Titel bei den Weltmeisterschaften 2017. 2018 gewann der Deutschland-Achter in der gleichen Besetzung wie 2017 alle drei Regatten im Weltcup. Bei den Europameisterschaften in Glasgow siegte der Achter vor den Niederländern und den Rumänen. Anderthalb Monate später gewann der Achter auch den Titel bei den Weltmeisterschaften in Plowdiw vor den Australiern und den Briten. Zu Beginn der Saison 2019 siegte der Deutschland-Achter bei den Europameisterschaften 2019 in Luzern vor den Briten und den Niederländern. Bei den Weltmeisterschaften siegten die Deutschen vor den Niederländern und den Briten. Bei den Europameisterschaften 2020 siegten die Deutschen vor den Rumänen und den Niederländern. Im Jahr darauf siegten die Briten bei den Europameisterschaften in Varese vor den Rumänen und den Niederländern, die Deutschen erreichten den vierten Platz. Bei den Olympischen Spielen in Tokio gewannen die Deutschen ihren Vorlauf und erkämpften im Finale die Silbermedaille mit einer Sekunde Rückstand auf die Neuseeländer.